# Ono: Dobrodošli u Derry
Ono: Dobrodošli u Derry (eng. It: Welcome to Derry) je nadolazeća američka nadnaravna horor televizijska serija temeljena na romanu Ono Stephena Kinga iz 1986. godine i služi kao prednastavak filmova Ono (2017.) i Ono: Drugo pogljavlje (2019.). Seriju su razvili Andy Muschietti, Barbara Muschietti i Jason Fuchs, koji su svi bili uključeni i u izradu filmova. U glavnim ulogama su Jovan Adepo, Chris Chalk, Taylour Paige, James Remar i Stephen Rider, a Bill Skarsgård ponovno tumači ulogu klauna Pennywisea iz filmova.
Serija je planira za premijerno prikazazivanje na HBO-u i streaming platformi HBO Max,  na jesen 2025. godine i imat će devet epizoda.

## Glumačka postava

### Glavni
- Jovan Adepo kao Leroy Hanlon
- Chris Chalk kao Dick Hallorann
- Taylour Paige kao Charlotte Hanlon
- James Remar
- Stephen Rider
- Bill Skarsgård kao klaun Pennywise

### Sporedni
- Dean Yool
- Madeleine Stowe
- Alixandra Fuchs
- Kimberly Norris Guerrero
- Tyner Rushing
- Dorian Grey
- Thomas Mitchell
- BJ Harrison
- Peter Outerbridge
- Shane Marriott
- Chad Rook
- Joshua Odjick
- Morningstar Angeline
- Rudy Mancuso

## Pregled serije
| Sezona | Sezona | Epizode | Prvo prikazivanje | Prvo prikazivanje | Prikazivanje u Hrvatskoj | Prikazivanje u Hrvatskoj |
| Sezona | Sezona | Epizode | Premijera         | Finale            | Premijera                | Finale                   |
| ------ | ------ | ------- | ----------------- | ----------------- | ------------------------ | ------------------------ |
|        | 1.     | 9       | listopad 2025.    | 2025.             | listopad 2025.           | 2025.                    |

## Produkcija
U ožujku 2022. godine Variety je izvijestio da su Andy Muschietti, Barbara Muschietti i Jason Fuchs bili u razvoju i izvršnoj produkciji televizijske serije koja će biti prednastavak filma Ono (2017.) za HBO Max pod nazivom Welcome to Derry, koja se događa šezdesetih godina prije događaja u filmu, a uključivat će i priču o podrijetlu klauna Pennywisea. Produkcijsku obvezu dobio je u studenom 2022., a Fuchs i Brad Caleb Kane angažirani su kao izvšni producenti. U veljači 2023. serija je dobila zeleno svjetlo i objavljeno je da će Andy Muschietti režirati više epizoda, uključujući pilot epizodu, a Fuchs će biti pisac.
U travnju 2023. glumačkoj postavi pridružili su se Jovan Adepo, Chris Chalk, Taylour Paige i James Remar. Osim toga, Stephen Rider pridružio se u glavnoj postavi, a Madeleine Stowe kao stalna gošća.

### Snimanje
Snimanje su započela u Torontu i Port Hopeu, Ontariu u svibnju 2023. pod radnim nazivom "Fairview", a očekivalo se da će se nastaviti do prosinca. Scene su snimljene u srednjoj školi Delta (Ontario). Sredinom srpnja proizvodnja je obustavljena zbog štrajka SAG-AFTRA-e, ali bi se trebala nastaviti 22. siječnja 2024., i završiti 28. lipnja 2024.
U kolovozu 2024. objavljeno je da je produkcija prve sezone završena, a otkriven je i službeni naslov serije: It: Welcome to Derry.

## Vanjske poveznice
- Welcome to Derry u internetskoj bazi filmova IMDb-a